# Чемпионат мира по волейболу среди младших юношей
Чемпионаты мира по волейболу среди младших юношей — соревнования для мужских младших юниорских сборных, проводимые под эгидой Международной федерации волейбола (FIVB).
Первый подобный турнир проведён в августе 2024 года. Установленная периодичность — один раз в два года по чётным годам. В соревнованиях участвуют спортсмены возрастом до 17 лет. 

## Призёры
| Год  | Место проведения | 1-е место | 2-е место | 3-е место |
| ---- | ---------------- | --------- | --------- | --------- |
| 2024 | София (Болгария) | Италия    | Аргентина | Тайвань   |